# Korytnica (Jędrzejów)
Pour les articles homonymes, voir Korytnica.
Korytnica est une localité polonaise de la gmina de Sobków, située dans le powiat de Jędrzejów en voïvodie de Sainte-Croix.
Le village est connu avant tout pour une localité paléontologique d’âge miocène. Plusieurs centaines d’espèces d’animaux fossiles ont été trouvées aux environs de Korytnica, avant tout des gastéropodes. Certains de ces animaux ont reçu des noms qui se réfèrent au village, comme par exemple le bryozoaire Stephanollona korytnicensis.